# Bonaventure Sokambi
Bonaventure Sokambi (1 de janeiro de 1992) é um futebolista profissional gabonense que atua como atacante.

## Carreira
Bonaventure Sokambi fez parte do elenco da Seleção Gabonense de Futebol na Campeonato Africano das Nações de 2015.